# Cash (betalsystem)

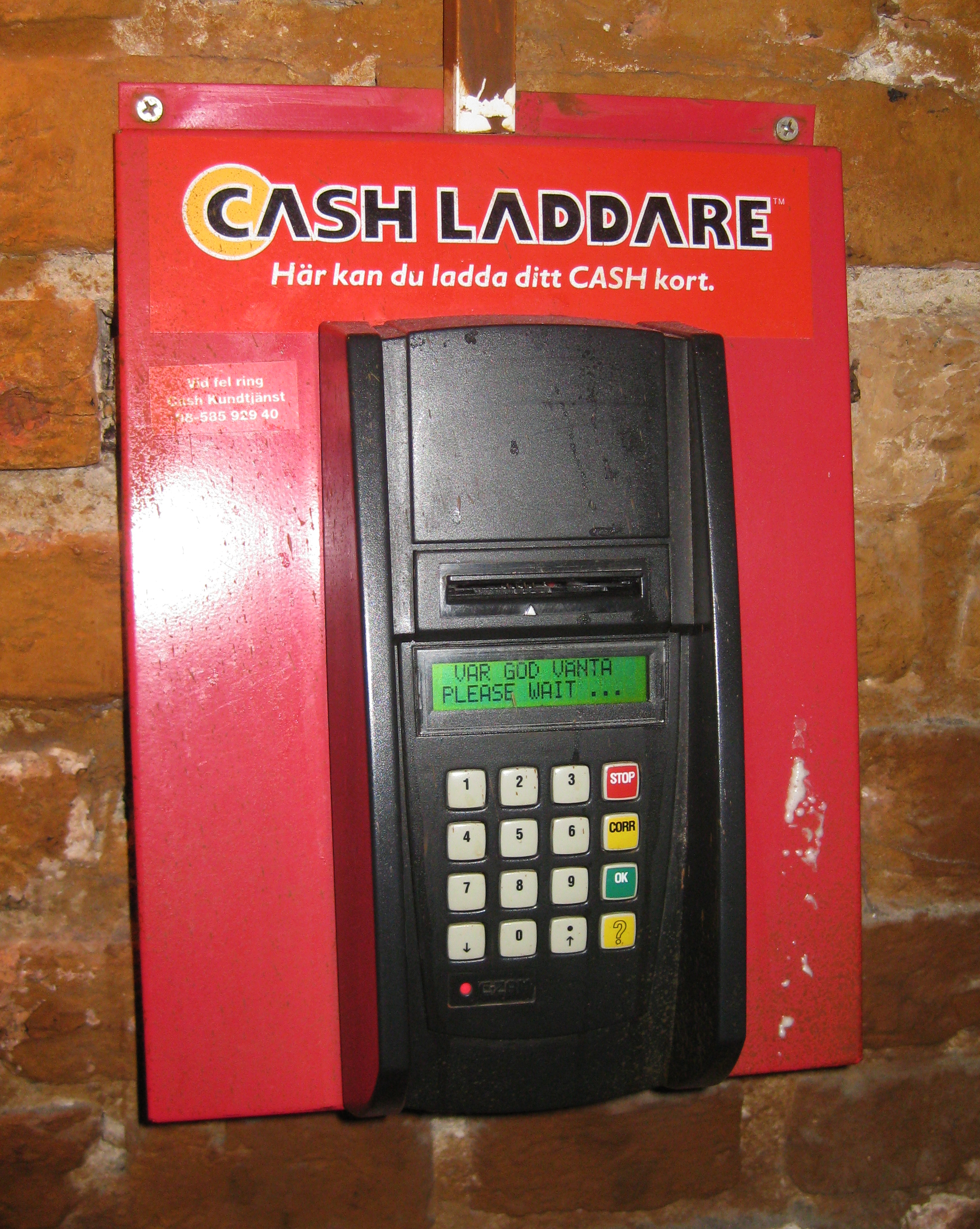
Cashladdare för överföring av pengar från bankkonto till Cashkort.

Cash var ett system för kontantkort (kortet kallades Cashkort eller Cashkortet) i Sverige som togs fram av Varumärkesföreningen för Cash som ett samarbete mellan bankerna FöreningsSparbanken, Handelsbanken, Nordea och SEB. Cash infördes 1997 och upphörde 31 oktober 2004. Systemet var framtaget av Proton World International i Belgien, som startades av Banksys, de belgiska bankernas kortföretag, och som sedermera har köpts upp av STMicroelectronics.
Kortet kunde laddas med upp till 1.500 kr från ett anslutet bankkonto i en särskild rödfärgad terminal, Cash-laddare. Därpå kunde man använda det för betalningar utan att fylla i någon blankett, visa legitimation eller skriva in någon behörighetskod. Kortet var försett med ett chip där informationen lagrades.
Cash avvecklades på grund av låg användning. Följande orsaker bidrog till detta:
- Bankerna tog ut avgifter från både säljare och köpare
- Kortet kunde bara användas i ett fåtal inköpsställen, till exempel Pressbyrån, och de handlare som skaffade automaterna förlorade på att använda dem (avgifter)
- Kortet kunde ytterst sällan användas i automater som till exempel telefoner, kopiatorer, parkeringsautomater och varuautomater, trots att dessa i många fall använder sina egna icke-kompatibla kontantkort
- Att ladda kortet krävde en särskild arbetsinsats.
- Pengarna var låsta på kortet, och kunde bara användas i butiker som accepterade cash-kort. Att få tillbaka kontanterna var möjligt, men krävde ytterligare arbetsinsats.
- Bankkort, betalkort och kreditkort har blivit enklare att använda, genom att försäljaren får en blankett utskriven automatiskt, och köparen ofta kan använda en behörighetskod i stället för att legitimera sig
- Kortet kunde bara användas för betalningar inom Sverige
- Föreningssparbanken var drivande medan de andra bankerna, till exempel Handelsbanken, var mer avvaktande.
- Om kortet förlorades så miste man också pengarna på kortet, inte som på bankkort då pengarna finns kvar på kontot om kortet går förlorat. Om cash-kortet fanns kvar och kunde identifieras kunde man dock få ut kvarvarande belopp även om informationen i chippet gått förlorad.
- Man fick ingen ränta på pengarna på cash-kortet, till skillnad från pengar på bankkonto kopplat till betalkort, under denna period.

## Motsvarande system i andra länder
- Danmark: Danmønt (1991-2005)
- Nederländerna: Chipknip - Väl inarbetat koncept som fungerar inom de flesta betalningssituationer. Allt från kollektivtrafiken till automater för godis och dryck. Kortet är, likt den f.d. svenska motsvarigheten, kopplad till ett vanligt bankkort. Krävs dock behörighetskod för att genomföra transaktion.
- Schweiz: Cash
- Tyskland: Geldkarte
- Österrike: Quick
- Japan: Suica & Pasmo
- Hong Kong: Octopus card - RFID-kort som kan användas i princip överallt. Som betalmedel för bland annat kollektivtrafik, parkeringsautomater, affärer, restauranger, varuautomater och i princip all POS-försäljning. Kortet används dessutom ofta som passerkort till byggnader och administrativa funktioner vid skolor.
- Taiwan: Easy Card - också ett kort som kan användas i princip överallt, tex som betalmedel för kollektivtrafik och i många affärer och kiosker. Kortet kan skaffas i många butiker och det delas även ut till studenter integrerat i deras studentkort. Det funkar då även som passerkort till byggnader och administrativa funktioner vid skolorna etc.

## Övrigt
- Komikerduon Anders och Måns gjorde en musikal om Cashkortet kallad "Fisken framför allt" i vilken bland annat Stephen Simmonds och Jonas Bjerkén deltog. Se från Youtube